# Agy-kontroll
Az Agy-kontroll (eredeti cím: 3 Lbs) 2006-ban bemutatott amerikai drámasorozat, amit Peter Ocko készített el. A sorozat a kiváló agysebész Dr. Douglas Hanson és újdonsült segédjének, Jonathan Segernek a karrierjét mutatja be. A külföldi címet az agy tömegéről kapta, 3 font = kb. 1,5 kg. A főbb szerepekben Stanley Tucci, Mark Feuerstein, Indira Varma, Tamara Taylor és Armando Riesco látható. A sorozat próbaepizódját eredetileg Dylan McDermott főszereplésével forgatták le, azonban azt a változatot nem rendelték be.
A sorozatot az Amerikai Egyesült Államokban a CBS tűzte műsorra 2006. november 14-én, előtte egy héttel pedig már nézhető volt a csatorna honlapján található, Innertube streamingoldalon. A műsort azonban az alacsony nézettség miatt mindössze 3 rész után, 2006. november 28-án levették a műsorról. Később, 2007. március 11-én a BBC One műsorra tűzte az Egyesült Királyságban, itt került először bemutatásra a hátramaradt öt epizód is. Az Egyesült Államokban végül a Universal HD mutatta be ezeket a részeket 2008. október 10. és november 7. között, illetve az összes rész megvásárolhatóvá vállt az Amazon.com kínálatában. Magyarországon a TV2 mutatta be 2008. június 11-én.

## Cselekmény
Dr. Douglas Hanson egy fagyos, arrogáns orvos, aki egy New York-i klinika idegsebészeti részlegének vezetője. Különc stílusát egy a saját agyában lévő rendellenesség okozza, ami néha kínos helyzetbe hozza a csapatát. A sorozat elején hozzájuk csatlakozik az újonc Dr. Jonathan Seger, aki egy ösztöndíj elnyerésének köszönhetően kezdhet dolgozni közvetlenül Hanson jobbkezeként. Seger máshogy vélekedik a munkáról újdonsült mentorához képest, ő szokkal empatikusabban áll a páciensekhez és elsősorban az ő érdeküket veszi figyelembe. Az esetek során gyakran különböznek össze, miközben vonzalmak támadnak közte és egyik kollégája, Dr. Adrianne Holland között.

## Szereplők
| Színész         | Szerep               | Magyar hang    |
| --------------- | -------------------- | -------------- |
| Stanley Tucci   | Dr. Douglas Hanson   | Schnell Ádám   |
| Mark Feuerstein | Dr. Jonathan Seger   | Csőre Gábor    |
| Indira Varma    | Dr. Adrianne Holland | Németh Borbála |
| Armando Riesco  | Dr. Tom Flores       | Fekete Zoltán  |
| Zabryna Guevara | Melania Ortiz        |                |
| Addison Timlin  | Charlotte Hanson     |                |
| Cynthia Nixon   | Dr. Karin Hanson     |                |
| Malachi Weir    | Eddie                |                |

## Epizódok
| Sor. | Év. | Cím                              | Rendező            | Író             | Premier                                                                       | Nézettség |
| ---- | --- | -------------------------------- | ------------------ | --------------- | ----------------------------------------------------------------------------- | --------- |
| 1.   | 1.  | Szavakat keresve (For Words)     | Davis Guggenheim   | Peter Ocko      | 2006. november 14. (CBS) 2007. március 11. (BBC One) 2008. június 11.         | 889 ezer  |
| 2.   | 2.  | Két szív, két agy (Of Two Minds) | Arlene Sanford     | Davey Holmes    | 2006. november 21. (CBS) 2007. március 25. (BBC One) 2008. június 18.         | 782 ezer  |
| 3.   | 3.  | Szívmegállítás (Heart-Stopping)  | John David Coles   | Scott Kaufer    | 2006. november 28. (CBS) 2007. április 15. (BBC One) 2008. június 25.         | 627 ezer  |
| 4.   | 4.  | Őszinteség (Disarming)           | Nicole Kassell     | Peter Ocko      | 2008. október 10. (Universal HD) 2007. március 18. (BBC One) 2008. július 2.  | 932 ezer  |
| 5.   | 5.  | Istenfolt (The God Spot)         | John Fortenberry   | Jessica Ball    | 2008. október 17. (Universal HD) 2007. április 1. (BBC One) 2008. július 9.   | 867 ezer  |
| 6.   | 6.  | Rosszfiúk (Bad Boys)             | Sanford Bookstaver | Peter Ocko      | 2008. október 24. (Universal HD) 2007. április 22. (BBC One) 2008. július 16. | 847 ezer  |
| 7.   | 7.  | Huszárvágás (The Cutting Edge)   | Ken Girotti        | Matt McGuinness | 2008. október 31. (Universal HD) 2007. április 29. (BBC One) 2008. július 23. | 938 ezer  |
| 8.   | 8.  | Bekapcsolás (Plugged In)         | Ken Girotti        | Davey Holmes    | 2008. november 7. (Universal HD) 2007. június 3. (BBC One) 2008. július 30.   | 875 ezer  |